# Anunțul Telefonic
Anunțul Telefonic este primul ziar de publicitate din România, fondat de Radu Popescu, ca asociat unic și Director General, la 7 iunie 1990. Din 1996 ziarului i s-a adăugat site-ul www.anuntul.ro, unul dintre primele website-uri apărute în România.  Tot din 1996, Anunțul Telefonic editează și anuarele Ghidul Serviciilor și Ghidul Nunții. În 2020, era singurul rămas pe piață atât în format fizic, pe hârtie (cu trei ediții săptămânale, lunea, miercurea și vinerea și un tiraj mediu de 9.000 de exemplare/ediție), cât și în format electronic.